# Žebrová pletenina
Žebrová pletenina (anglicky: rib knitwear, německy: Rippware)
je výrobek s plastickými pruhy v různé šířce, které se dají vytvářet v zátažné oboulícní vazbě několika možnými technikami.

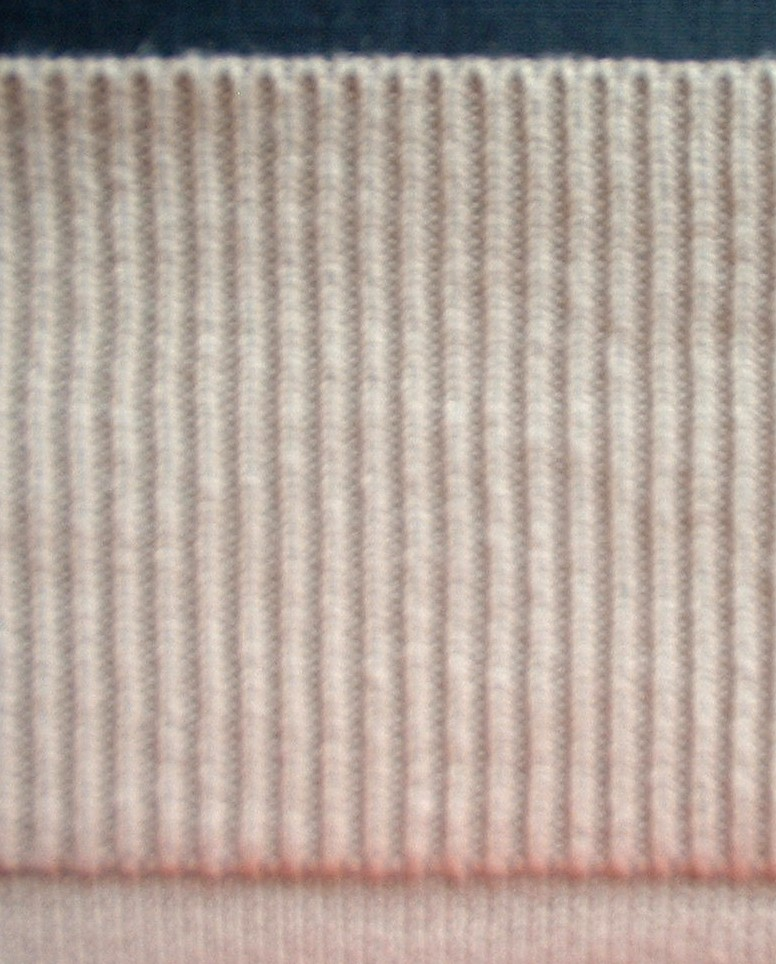
Náplet v patentové vazbě (horní část) na svetru z bavlněné příze

## Technika pletení na dvoulůžkových strojích (okrouhlých i plochých)

### Pletení s interlokovým postavením jehel proti sobě
Interlokové postavení znamená, že jehly dvou lůžek stojí špičkami přímo proti sobě. Jestliže například střídavě dvě jehly pletou, dvě jsou vyřazeny z provozu (žebrování 2:2) a na každá dvě lícní očka následují dvě rubní, vznikají na obou stranách pleteniny žebra ze sloupků lícních oček. Rubní očka jsou vidět teprve když se pletenina příčně roztáhne. Pletenina se používá se na svrchní ošacení, ponožky a spodní prádlo.

### Pletení s jehlami postavenými proti mezerám protilehlého lůžka
Při stejném sledu pracujících a vyřazených jehel a stejné vazbě vzniká pletenina, které se říká patent (nebo také švýcarské žebrování, dvojité žebrování aj.). Pletenina je mnohem roztažnější do šířky než výrobky z interlokového postavení jehel. Používá se na náplety (rukávů, límců apod.) u pletených i tkaných oděvů a na spodní prádlo.
Pro žebrování ze 6 sloupků lícních 3 sloupků rubních oček se někdy používá označení derby.

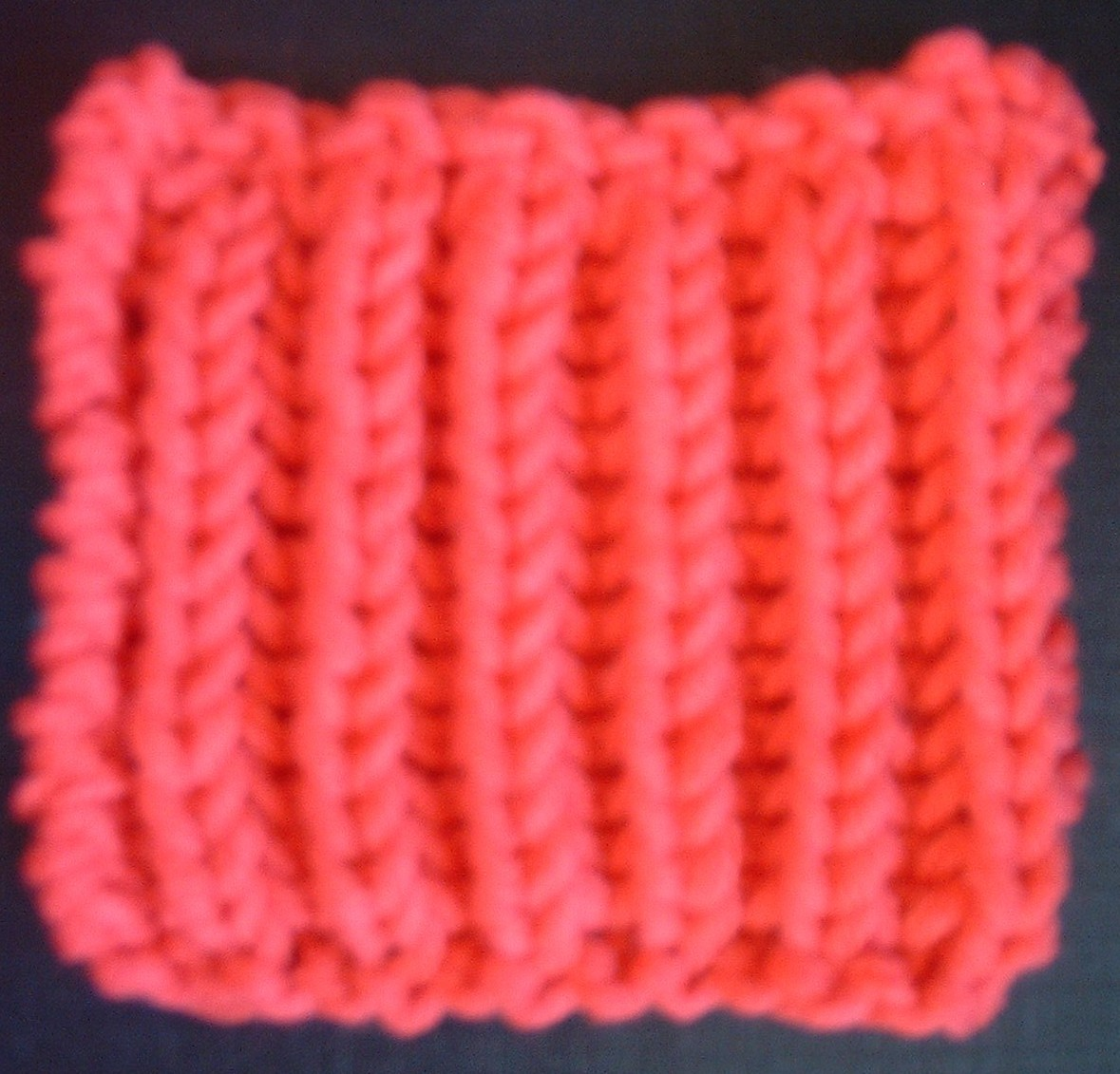
Ručně pletený vzorek chytového patentu (1:1)

## Ručně pletený patent
Existuje několik variant, od jednoduchého patentu (hladce/obrace) 1:1, 2:2, až po chytový vzor (na snímku vpravo), zhotovený následujícím postupem:
1.řada střídavě: 1 oko hladce / 1 oko se sejme s přízí přes jehlici
2. řada střídavě: 1 oko s nadhozením se splete hladce / 1 oko se sejme s přízí přes jehlici
3. a další řady: stejně jako 2. řada
Ručně pletené patentové vzory se nejčastěji používají na sportovní oblečení pro děti i dospělé.